# (14560) 1997 WB33
(14560) 1997 WB33 est un objet de la ceinture principale d'astéroïdes extérieure découvert en 1997.

## Description
(14560) 1997 WB33 a été découvert le 29 novembre 1997 à l'observatoire Magdalena Ridge, situé dans le comté de Socorro, au Nouveau-Mexique (États-Unis), par le projet Lincoln Near-Earth Asteroid Research (LINEAR).

### Caractéristiques orbitales
L'orbite de cet astéroïde est caractérisée par un demi-grand axe de 3,39 UA, un périhélie de 2,96 UA, une excentricité de 0,13 et une inclinaison de 3,34° par rapport à l'écliptique. Du fait de ces caractéristiques, à savoir un demi-grand axe entre 3,2 et 4,6 UA, il est classé, selon la JPL Small-Body Database, comme objet de la ceinture principale d'astéroïdes extérieure.

### Caractéristiques physiques
(14560) 1997 WB33 a une magnitude absolue (H) de 13,5 et un albédo estimé à 0,121.